# Interlingua
Interlingua (/ɪntərˈlɪŋɡwə/, Interlingua: [inteɾˈliŋɡwa]) er et internationalt hjælpesprog (IAL) udviklet mellem 1937 og 1951 af American International Auxiliary Language Association (IALA). Det er et konstrueret sprog af den "naturalistiske" sort, hvis ordforråd, grammatik og andre karakteristika er afledt af naturlige sprog. Interlingua litteratur fastholder, at (skrevet) Interlingua er forståeligt for de milliarder af mennesker, der taler romanske sprog, selvom det kun tales aktivt af nogle få hundrede.